# اچ‌ام‌اس اسکورت (اچ۶۶)
اچ‌ام‌اس اسکورت (اچ۶۶) (به انگلیسی: HMS Escort (H66)) یک زیردریایی بود که طول آن ۳۲۹ فوت (۱۰۰٫۳ متر) بود. این زیردریایی در سال ۱۹۳۴ ساخته شد.